# 毛孔墀
毛孔墀（1511年—？），字茂對，福建福州府福清縣人，軍籍，明朝政治人物。

## 生平
嘉靖二十八年（1549年）己酉科福建鄉試第二十九名舉人。嘉靖二十九年（1550年）中式庚戌科會試第一百九十七名，三甲第二百零九名進士。授江西鄱阳县知县，嘉靖三十四年（1555年）任曲周縣知縣，擢南京禮部主事，卒于官。

## 家族
曾祖毛濬；祖父毛文栢；父毛元煴，母秦氏；繼母陳氏。永感下。兄毛孔域，封户部郎中。